# Nkandla
Nkandla ist eine Stadt in der südafrikanischen Provinz KwaZulu-Natal. Sie befindet sich in der gleichnamigen Gemeinde im Distrikt King Cetshwayo und liegt inmitten des alten Königreichs Zululand.
2011 hatte Nkandla 3557 Einwohner. Über 90 Prozent der Bevölkerung sind arbeitslos und dadurch ist Armut hier weit verbreitet. In der Region ist die Infektionsrate mit HIV sehr hoch. Jeder Vierte oder sogar jeder Dritte ist davon betroffen. Aufgrund der hohen Sterberate an AIDS, die auch viele Eltern mittleren Alters betraf, gibt es viele Waisen. Der Dokumentationsfilm Orphans of Nkandla (‚Die Waisen von Nkandla‘) von BBC und Truevision beschreibt die schwierigen Lebensumstände dieser Waisen in der Gemeinde.
Nkandla ist der Geburtsort des von 2009 bis 2018 amtierenden südafrikanischen Präsidenten und ehemaligen Vorsitzenden des African National Congress Jacob Zuma.